# Simon Russell Beale
Sir Simon Russell Beale, CBE (Penão, 12 de janeiro de 1961) é um ator inglês. Ele passou grande parte de sua carreira no teatro trabalhando em produções para a Royal Shakespeare Company e para o National Theatre. Recebeu dez indicações ao Laurence Olivier Award, ganhando três vezes por suas atuações em Volpone (1996), Candide (2000) e Uncle Vanya (2003). Por seu trabalho nos palcos da Broadway, ele recebeu uma indicação ao Tony Award como George na peça Jumpers de Tom Stoppard em 2004. Beale foi descrito pelo The Independent como "o maior ator de teatro de sua geração".
Na televisão apareceu em The Young Visiters (2003), Dunquerque (2004) e como Falstaff nos telefilmes da BBC Henry IV, Parte I e Parte II (2012). Ele fez parte do elenco principal de Penny Dreadful do canal Showtime.
Beale fez sua estreia no cinema no drama de época Orlando - A Mulher Imortal de Sally Potter. Continuou atuando em filmes como Persuasão (1995), Hamlet (1996), Sete Dias com Marilyn (2011), Amor Profundo (2011), Caminhos da Floresta (2014) e Duas Rainhas (2018). Em 2017, estrelou a comédia de humor negro A Morte de Stalin de Armando Iannucci, no papel de Lavrenti Beria, pelo qual recebeu o British Independent Film Award de melhor ator coadjuvante.

## Filmografia

### Cinema
| Ano  | Título                   | Papel              | Nota(s)                                                   |
| ---- | ------------------------ | ------------------ | --------------------------------------------------------- |
| 1992 | Orlando                  | Earl of Moray      |                                                           |
| 1995 | Persuasion               | Charles Musgrove   |                                                           |
| 1996 | Hamlet                   | Second gravedigger |                                                           |
| 1999 | Blackadder: Back & Forth | Napoleão           | Curta-metragem                                            |
| 2002 | The Gathering            | Luke Fraser        |                                                           |
| 2011 | The Deep Blue Sea        | William Collyer    |                                                           |
| 2011 | My Week with Marilyn     | Sr. Cotes-Preedy   |                                                           |
| 2014 | Into the Woods           | Pai de Baker       |                                                           |
| 2016 | Cunk on Shakespeare      | Ele mesmo          |                                                           |
| 2016 | The Legend of Tarzan     | Sr. Frum           |                                                           |
| 2017 | My Cousin Rachel         | Couch              |                                                           |
| 2017 | The Death of Stalin      | Lavrentiy Beria    | British Independent Film Award de melhor ator coadjuvante |
| 2018 | Museum                   | Frank Graves       |                                                           |
| 2018 | Operation Finale         | David Ben-Gurion   |                                                           |
| 2018 | Mary Queen of Scots      | Robert Beale       |                                                           |
| 2019 | Radioactive              | Gabriel Lippmann   |                                                           |
| 2020 | A Christmas Carol        | Ebenezer Scrooge   | Voz                                                       |
| 2022 | Operation Mincemeat      | Winston Churchill  | Pós-produção                                              |
| 2022 | Thor: Love and Thunder   | TBA                | Pós-produção                                              |
| TBA  | Benediction              |                    | Pós-produção                                              |

### Televisão
| Ano     | Título                           | Papel                  | Nota(s)                                   |
| ------- | -------------------------------- | ---------------------- | ----------------------------------------- |
| 1988    | A Very Peculiar Practice         | Mark Stibbs            | Episódio: "Art and Illusion"              |
| 1992    | Downtown Lagos                   | Heron                  | 3 episódios                               |
| 1993    | The Mushroom Picker              | Anthony                | 3 episódios                               |
| 1997    | A Dance to the Music of Time     | Kenneth Widmerpool     | 4 episódios                               |
| 1997    | The Temptation of Franz Schubert | Franz Schubert         | Telefilme                                 |
| 1999    | Alice in Wonderland              | Rei de Copas           | Telefilme                                 |
| 2003    | The Young Visiters               | Príncipe de Gales      | Telefilme                                 |
| 2004    | Dunkirk                          | Winston Churchill      | Telefilme da BBC                          |
| 2006    | American Experience              | John Adams             | Episódio: "America's First Power Couple"  |
| 2010–11 | Spooks                           | Secretário do Interior | 13 episódios                              |
| 2012    | The Hollow Crown                 | Falstaff               | Episódios: "Henry IV, Parte I e Parte II" |
| 2014–16 | Penny Dreadful                   | Ferdinand Lyle         | 14 episódios                              |
| 2018    | Vanity Fair                      | John Sedley            | 6 episódios                               |